# Hunaine ibne Ixaque

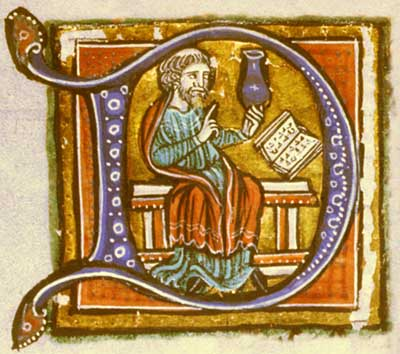
Manuscrito de Hunaine ibne Ixaque

Hunaine ibne Ixaque (809 — 873) foi um escritor, acadêmico, cientista, tradutor e médico siríaco, diretor da Escola de Tradutores de Bagdá. Falava fluentemente árabe, persa, grego e assírio. As maiores contribuições de Hunaine foram na área da oftalmologia.

## Visão geral
Na Era Abássida, um novo interesse em conhecer a ciência grega surgiu. Naquela época, havia uma grande quantidade de literatura grega antiga não traduzida referentes à filosofia, matemática, ciências naturais e medicina. Esta informação valiosa era acessíveis apenas a uma pequena minoria de estudiosos do Oriente Médio que conhecia a língua grega; a necessidade de um movimento de translação organizado era urgente. Com o tempo, Hunaine ibne Ixaque tornou-se o principal tradutor da época, e lançou as bases da medicina islâmica. Em vida, traduziu 116 obras, incluindo Timeu de Platão, Metafísica de Aristóteles, e o Antigo Testamento, em siríaco e árabe. Também produziu 36 de seus próprios livros, 21 dos quais no campo da medicina. Seu filho Ixaque, e seu sobrinho Hubaixe, trabalharam com ele ajudando nas traduções.